# Paramecyna
Paramecyna és un gènere monotípic d'arnes de la família Crambidae. Conté només una espècie, Paramecyna dimorphalis, que es troba a l'Iran.